# Uncaria africana
Uncaria africana là một loài thực vật có hoa trong họ Thiến thảo. Loài này được G.Don miêu tả khoa học đầu tiên năm 1834.